# Vitgrön tofslilja
Vitgrön tofslilja (Eucomis autumnalis) är en art i Tofsliljesläktet som tillhör familjen Hyacintväxter och förekommer i Malawi, Zimbabwe och södra Afrika. Arten är en lövfällande perenn lök som blommar från mitten på sommaren. Blomstammen når ungefär 40 cm och stiger från en bladrosett med vågkantiga blad. De gröna, gula eller vita blommorna står i ett ax och kröns av gröna högblad. Den odlas som en prydnadsväxt men kan också användas som en snittblomma.

## Beskrivning
Vitgrön tofslilja är en perenn som växer från en stor lök med en diameter på upp till 8-10 cm. Liksom andra arter i släktet har den en bladrosett av bandformade blad. Dessa är upp till 55 cm långa och 6–13 cm breda. Den sött doftande blomställningen, som blommar på sensommaren, växer i ett tätt ax och når en total höjd på 30-45 cm. De enskilda blommorna har gröna, gulgröna eller vita blommor och bärs på korta stjälkar 2–10 mm långa. Blomställningen kröns av ett huvud bestående av gröna högblad, upp till 65 mm långa. Växten har ingen lila färgsättning. Frökapselns struktur skiljer de två underarterna: E. autumnalis subsp. autumnalis har en tunnväggig och ofta något uppblåst kapsel; E. autumnalis subsp. clavata har en kapsel med en hård dubbelskiktad vägg. Den har också en något klubbformad form som smalnar mot basen.

## Taxikonomi
Den vitgröna tofsliljan beskrevs först av Philip Miller 1768 och fick då namnetFritillaria autumnalis. Arten fördes över till släktet Eucomis av James Chittenden 1951. Artnamnet autumnalis gavs arten som en hänvisning till dess blomningsperiod, som infaller under sensommaren, och för att skilja arten från Eucomis regia som blommar under våren. Dessa två arter var de enda två man kände till i tofsliljesläktet 1768.
Eucomis undulata används ibland som namn för arten, men anses nu vara en synonym till underarten E. autumnalis subsp. clavata. Tidigare ansågs Eucomis amaryllidifolia vara en underart av den vitgröna tofsliljan, men är nu erkänd som en egen art.

### Underarter
Arten har två underarter:
- Eucomis autumnalis subsp. autumnalis
- Eucomis autumnalis subsp. clavata